# Your Shape: Fitness Evolved
Your Shape: Fitness Evolved est un jeu vidéo développé par Ubisoft Montréal et édité par Ubisoft sur Xbox 360.
Il est sorti le 10 novembre 2010 en version boîte sur la console de Microsoft. L'utilisation de ce jeu requiert la possession de Kinect, le nouveau support technique de Microsoft. De plus, ce titre fait partie du line-up de lancement de Kinect.

## Système de jeu
Your Shape: Fitness Evolved est un jeu de fitness où le joueur a pour objectif de réaliser correctement des exercices physiques. Il peut choisir quels muscles il doit travailler et où il doit s'entraîner. Pour cela, plusieurs exercices sont mis à disposition au joueur. Les exercices sont variés et programmés pour des catégories de personnes différentes (jeunes mamans, surpoids).
On peut également définir des objectifs à remplir. Le jeu nous présente différents types d'exercices comme le yoga, des activités physiques et même des défis.
Le jeu dispose de plusieurs catégories d'exercices physiques entre les jeux censées joindre divertissement et effort intense ou les exercices de yoga dont le but est de réaliser au mieux, les figures de yoga afin de travailler correctement divers muscles de son corps. L'objectif de ces exercices étant de se muscler le corps, de se rééduquer certains muscles ou tout simplement de se divertir à travers les réalisations de certains jeux physiques.

## Critiques
Le jeu a reçu des critiques correctes grâce à l'exploitation excellente de Kinect mais qui est pénalisé par un contenu léger disposant de peu d'exercices d'entraînement.